# Дурной мир
Дурной мир (итал. I malamondo) — итальянский фильм режиссёра Паоло Кавара, выпущенный 4 июля 1964 года.

## Сюжет
Документальный фильм «Дурной мир» повествует о жизни молодых европейцев в эпоху экономического бума 1960-х годов. Фильм музыкального направления, его сопровождением становятся мелодии Эннио Морриконе и исполнение песен Адриано Челентано.